# Trei Ape
Trei Ape este o stațiune turistică de interes local din județul Caraș-Severin. Lacul Trei Ape (lac de acumulare, lac antropic), se afla la 37 km de Reșița, în depresiunea Garana, la o altitudine de aproximativ 835, pe o întindere 53 de hectare. Zona este ideală pentru popasuri, drumeții, de câteva ore, pe trasee bine marcate și sigure. Pe perioada verii se poate sta cu cortul, fiind zone special amenajate pentru campare, iar în perioada iernii, datorita climatului montan, se poate schia. 